# Juan Carrero Rodríguez
Juan Carrero Rodríguez (Sevilla, 16 de mayo de 1934-ibídem, 13 de junio de 2006), historiador y cofrade. Comienza a participar en el mundo cofradiero en el año 1953. Desde entonces recibe sus enseñanzas en los talleres dedicados a la artesanía propia de estas corporaciones, que le sirve para conocer sus entresijos y forma de trabajar: imaginería, batihojas, bordados, orfebrería, pasamanería, talla y otros gremios afines.
Es autor de libros fundamentales de la Semana Santa en general, y de Sevilla en particular, como Anales de las Cofradías sevillanas, Diccionario cofradiero, Índice del Boletín de las Cofradías de Sevilla, Historia de las Cofradías de Sevilla, Enciclopedia de la Semana Santa de Sevilla, Esperanza Elena Caro, maestra de bordado en oro, o la Hemeroteca cofradiera (de la que solo se llegan a publicar dos tomos).

## Vida cofrade: historiador y diseñador
Juan Carrero desarrolló su labor en la Hermandad de las Penas de San Vicente, perteneciendo a su Junta de Gobierno ininterrumpidamente desde el año 1953. Durante este tiempo imprimió sus conocimientos e ideas cofradieras, en cuantas realizaciones efectúa la corporación, destacando entre ellas: la adquisición de la Cruz de carey y plata (siglo XVIII) en 1967; actos del I Centenario fundacional en octubre de 1975, redacción de las reglas en 1979; diseños entre otros: idea de la Cruz de guía 1967; remates de la cruz de carey 1968; faldones de las andas de la Virgen 1978. En orfebrería de plata, varales del palio 1993, juego de jarras del mismo y faroles delanteros 1998, faroles de entrecavares 2000, portaguardabrisas y faroles de peana 2003. Juego de varas de presidencias e insignias 1989-1993. Guardabrisones de cristal y coronillas de plata del paso de Jesús de las Penas 2005. Asimismo actuó en las restauraciones de las imágenes titulares en los años 1965 y 1980.
En 1981 la hermandad le concedió la Medalla de Oro por su actuación. En 2003 la hermandad le dedicó un homenaje por cumplir 50 años ininterrumpidos en la Junta de Gobierno y dieron en recuerdo un viaje a Roma para él y su esposa. 
En 1955 fundó la Hermandad del Beso de Judas, época de la que puede resaltarse su colaboración en los montajes de los primeros cultos y bendición de la Virgen del Rocío. 
Ha autentificado los ángeles mancebos que coronan las esquinas altas del canasto del misterio de la Bofetá a Francisco Antonio Gijón;; la imagen del Jesús orante de la iglesia de Nuestra Señora de la Paz, de la orden Hospitalaria de San Juan de Dios, a los granadinos Hermanos García y la autoría de Alonso de Mena del crucificado de la Agonía del templo de San Martín de Trujillo (Cáceres).

## Publicaciones
Ha publicado los siguientes libros referentes a las cofradías:
- Diccionario cofrade en 1980. Fue reeditado con nuevo título y ampliación como Diccionario cofradiero en 1996, llegando a su 3ª edición en 2003.
- Gran diccionario de la Semana Santa. 4ª edición aumentada y puesta al día del diccionario cofradiero. 2006
- Participación en el tomo II de La Semana Santa de Sevilla con “El patrimonio histórico-artístico”. 1982
- Índice del Boletín de las Cofradías. 1983
- Anales de las cofradías sevillanas. 1984. Reeditado y ampliado en 1991
- Nuestra Señora de los Reyes y su historia. 1990
- Historia de las cofradías de Sevilla. Coleccionable de ABC. 1995
- Nazarenos de Sevilla. Cortejos de la Semana Santa. Editado por El Correo de Andalucía. 1999
- Enciclopedia de la Semana Santa de Sevilla. 20 tomos. Editado por El Correo de Andalucía". 2000
- Hemeroteca cofradiera. Volúmenes 1 y 2. 2003.
- Los catálogos de las exposiciones de Caja San Fernando: “Las Semanas Santas de ayer” en 1985, “Los tesoros” de 1992 con tres reediciones: “Luz de los Pueblos” y “Restauración y conservación del Patrimonio de las Hermandades” en 1993.
- Recuerdos de un imaginero sevillano. Folleto editado por el Ayuntamiento de Sevilla con ocasión del traslado de los restos del imaginero Antonio Castillo Lastrucci a la iglesia de San Julián . 1995
- Catálogo exposición de llamadores “Martillo y yunque”. 1996
- Catálogo exposición "Placas y pergaminos de los pregoneros de la Semana Santa de Sevilla". 2002
- Colaboración “Los cultos internos de las cofradías” Sevilla Penitente. 1995
- Cortejo penitencial y nazarenos de Sevilla. 1999
- La Hermandad de las Penas, su historia. 2000
- Esperanza Elena Caro. Maestra del bordado de oro. 2000
- Catálogo de la exposición “Manuel Carmona Martínez, imaginero extremeño” en Olivenza (Badajoz). 2006
- A título póstumo se publicó en 2010 la segunda edición de Nuestra Señora de los Reyes y su historia, en el que estuvo trabajando del 1995 hasta meses antes de fallecer.

Desde el año 1965 a 2001 colaboró en el Boletín de las Cofradías; articulista de estos tema en los diarios “ABC” y El Correo de Andalucía de Sevilla, en El Sol de Málaga. Algunas veces firmando con el seudónimo de “Paco Góngora”. Ha participado en revistas y boletines de distintas provincias de Andalucía.  
En 2006 la Real Academia de la Historia solicita su colaboración en el proyecto de elaboración del Diccionario Biográfico Español, aportando casi 45 biografías de artistas relacionados con el mundo cofrade. Finalmente la propia RAH decidió que él mismo formara parte del diccionario, reconociendo así su labor como historiador de la Semana Santa sevillana.

## Vida personal
Juan Carrero Rodríguez nació en el barrio de San Vicente de Sevilla, en una pequeña calle, que actualmente lleva su nombre, con solo salida a la calle Baños, perteneciente a la feligresía de la parroquia de San Vicente Mártir. Se bautizó en la iglesia de dicha parroquia, sede canónica de la Hermandad de las Penas, con la que estuvo vinculado desde edades tempranas hasta su fallecimiento.
Contrajo matrimonio el 23 de diciembre de 1963 con María del Carmen García-Tapial León, en la misma parroquia, coincidiendo con el triduo de la Virgen de los Dolores, titular de la hermandad.
Tuvieron 5 hijos: Juan (1964), María del Carmen (1966), María de los Reyes (1967), María Inmaculada (1968) y María Dolores (1970).
Falleció en el hospital Virgen del Rocío, de Sevilla. Desde el 6 de marzo de 2023 sus restos descansan en la capilla de la Hermandad de las Penas, en el cinerario de la parroquia.

## Premios y reconocimientos
- En 1981, la Hermandad de las Penas de San Vicente, le concede la I Medalla de Oro de la Hermandad.[8]
- En 1983, el Consejo General de Hermandades y Cofradías de Sevilla le otorgó el “Nazareno de Plata".[8]
- En 1993, Canal Sur Radio le concedió el “Llamador de Plata” por las publicaciones referentes a las cofradías.[8]
- En 1994, la Fundación Machado le entrega el premio “Demófilo" 1993” por el diseño de los varales de las andas de la Virgen de los Dolores.[8]
- En el 2000, cuando se llegó al número 500 del Boletín de las Cofradías de Sevilla, el mismo Consejo le premió por su colaboración durante treinta y cinco años.
- En 2003, la tertulia El pabilo de Arahal le concedió el "Pabilo de Plata".
- En 2004, la tertulia La bambalina le concedió su premio del mismo nombre.
- en 2004, el Curso de Temas Sevillanos lo premió con el “Giraldillo Cofradiero”.
- en 2008, dos años después de su fallecimiento, a petición de la Hermandad de Las Penas de San Vicente, el ayuntamiento de Sevilla concede la rotulación con su nombre a la calle donde nació, en reconocimiento a su figura y vida cofrade.[8]